# Gigantic Heroine Lady-G
Gigantic Heroine Lady-G (巨大ヒロイン　巨大ロボ　レディ-Ｇ) es una película japonesa, del 27 de febrero de 2009, producida por Zen Pictures. Es una película del género tokusatsu, de acción y aventuras, con artes marciales, protagonizado por Saki Shimada como la heroína Chigusa Mano. Está dirigido por Saki Shimada.
El idioma es en japonés, pero también está disponible con subtítulos en inglés, en DVD o descargable por internet.

## Argumento
Un gran robot gigante llamado "Amadeus", que es propiedad de la misteriosa organización "Gran Tormenta", trata de conquistar el mundo devastando ciudades. Otro robot gigante con forma femenina llamado "Lady-G", controlado por la bella agente Chigusa Mano, se enfrentará a Amadeus.